# Liste der Gemeinden mit Doppelnamen in Deutschland
Diese Liste führt die Gemeinden mit Doppelnamen in Deutschland, sortiert nach Ländern; die Stadtstaaten sind freilich nicht berücksichtigt. (Stand: August 2019). Doppelnamen entstehen üblicherweise durch eine Gemeindefusion.
Ausdrücklich nicht aufgeführt sind Gemeinden, die zwar mit Bindestrich geschrieben werden, allerdings keinen Doppelnamen besitzen (z. B. Neu-Ulm für das neue Ulm oder Wolframs-Eschenbach für das Eschenbach des Wolfram). Ebenfalls nicht aufgeführt sind Gemeinden mit Namenszusätzen (z. B. Bächingen an der Brenz) oder Ortsnamen in mehreren Worten (z. B. Schwäbisch Gmünd).
Die größte deutsche Gemeinde mit Doppelnamen ist Villingen-Schwenningen (88.213 Einw., Stand 2022) in Baden-Württemberg, die kleinste Waldhof-Falkenstein (20 Einw., Stand 2022) in Rheinland-Pfalz. Die einzige Gemeinde mit einem aus zwei schreibgleichen Wörtern bestehenden Namen ist Baden-Baden in Baden-Württemberg.
Als einzige Gemeinden Deutschlands verfügen Hellschen-Heringsand-Unterschaar und Rehm-Flehde-Bargen (beide in Schleswig-Holstein gelegen) über einen Tripelnamen. Auch sie sind in der folgenden Liste aufgeführt. Hellschen-Heringsand-Unterschaar besitzt außerdem den längsten Namen aller Gemeinden in Deutschland.
Gemeinden mit Stadtrecht sind in der Liste fett geschrieben.

## Baden-Württemberg
In Baden-Württemberg existieren 42 Gemeinden mit Doppelnamen, darunter neun Städte. 3,8 % der baden-württembergischen Gemeinden tragen damit einen Doppelnamen. Die größte dieser Gemeinden ist die Stadt Villingen-Schwenningen (85.181 Einw.), kleinste Gemeinde mit Doppelnamen ist Häg-Ehrsberg (851 Einw.). Den längsten Doppelnamen trägt die Gemeinde Eggenstein-Leopoldshafen mit 24 Zeichen.
- Baden-Baden (55.123)
- Bad Peterstal-Griesbach (2.717)
- Bad Rippoldsau-Schapbach (2.041)
- Bad Teinach-Zavelstein (3.094)
- Ballrechten-Dottingen (2.407)
- Bietigheim-Bissingen (43.093)
- Bodman-Ludwigshafen (4.655)
- Ebersbach-Musbach (1.699)
- Edingen-Neckarhausen (14.238)
- Efringen-Kirchen (8.307)
- Eggenstein-Leopoldshafen (16.625)
- Elchesheim-Illingen (3.246)
- Emmingen-Liptingen (4.714)
- Fluorn-Winzeln (3.100)
- Graben-Neudorf (12.184)
- Grenzach-Wyhlen (14.581)
- Gutenzell-Hürbel (1.855)
- Häg-Ehrsberg (851)
- Helmstadt-Bargen (3.739)
- Herdwangen-Schönach (3.442)
- Kappel-Grafenhausen (5.096)
- Karlsdorf-Neuthard (10.705)
- Königsbach-Stein (10.051)
- Korntal-Münchingen (19.679)
- Lauda-Königshofen (14.542)
- Leinfelden-Echterdingen (40.092)
- Linkenheim-Hochstetten (11.796)
- Malsburg-Marzell (1.499)
- Mühlhausen-Ehingen (3.873)
- Niefern-Öschelbronn (12.089)
- Oberhausen-Rheinhausen (9.593)
- Orsingen-Nenzingen (3.519)
- Ölbronn-Dürrn (3.462)
- Rielasingen-Worblingen (11.946)
- Rietheim-Weilheim (2.824)
- Seitingen-Oberflacht (2.559)
- St. Leon-Rot (13.734)
- Sulzbach-Laufen (2.502)
- Titisee-Neustadt (12.269)
- Ubstadt-Weiher (13.033)
- Uhldingen-Mühlhofen (8.305)
- Ühlingen-Birkendorf (5.286)
- Villingen-Schwenningen (85.181)
- Waldshut-Tiengen (24.226)

## Bayern
In Bayern existieren 24 Gemeinden mit Doppelnamen, darunter drei Städte. 1,2 % der bayerischen Gemeinden tragen damit einen Doppelnamen. Die größte dieser Gemeinden ist der Markt Garmisch-Partenkirchen (27.194 Einw.), kleinste Gemeinde mit Doppelnamen ist Neukirchen-Balbini (1.122 Einw.). Den längsten Doppelnamen trägt die Gemeinde Höhenkirchen-Siegertsbrunn mit 26 Zeichen.
- Asbach-Bäumenheim (4.691)
- Baar-Ebenhausen (5.456)
- Feldkirchen-Westerham (10.890)
- Garmisch-Partenkirchen (27.194)
- Hilgertshausen-Tandern (3.423)
- Höhenkirchen-Siegertsbrunn (10.872)
- Jettingen-Scheppach (7.038)
- Luhe-Wildenau (3.397)
- Mallersdorf-Pfaffenberg (6.950)
- Maxhütte-Haidhof (11.575)
- Missen-Wilhams (1.454)
- Neukirchen-Balbini (1.122)
- Neumarkt-Sankt Veit (6.243)
- Oy-Mittelberg (4.715)
- Postbauer-Heng (7.767)
- Rottach-Egern (5.779)
- Sankt Oswald-Riedlhütte (2.882)
- Seeon-Seebruck (4.519)
- Staudach-Egerndach (1.167)
- Straßlach-Dingharting (3.206)
- Sulzbach-Rosenberg (19.414)
- Viereth-Trunstadt (3.554)
- Weiler-Simmerberg (6.284)
- Wernberg-Köblitz (5.650)

## Brandenburg
In Brandenburg existieren 45 Gemeinden mit Doppelnamen, darunter zwei Städte. 11 % der brandenburgischen Gemeinden tragen einen Doppelnamen. Die größte dieser Gemeinden ist Blankenfelde-Mahlow (27.837) kleinste Gemeinde mit Doppelnamen ist Kleßen-Görne (352 Einw.). Den längsten Doppelnamen trägt die Gemeinde Groß Schacksdorf-Simmersdorf mit 28 Zeichen.
Eine Besonderheit stellen die Gemeinden Legde/Quitzöbel und Petershagen/Eggersdorf dar, deren Teilnamen durch Schräg- statt durch Bindestriche voneinander getrennt werden. Nicht eindeutig ist die Namenssituation bei der Gemeinde Neiße-Malxetal; anzunehmen ist, dass durch den Bindestrich die Begriffe Neiße und Malxetal voneinander getrennt werden und somit ein Doppelname vorliegt. Alternativ könnte der Name auch als „Neiße-Malxe-Tal“, also ein gemeinsames Tal der beiden Flüsse, interpretiert werden. Dann wäre der Gemeindename nicht als Doppelname zu verstehen.
Bei der Gemeinde Nuthe-Urstromtal ist anzunehmen, dass „das Urstromtal der Nuthe“ gemeint ist, und somit ebenfalls kein Doppelname vorliegt. Diese Gemeinde ist hier nicht aufgeführt.
- Alt Zauche-Wußwerk (485)
- Beiersdorf-Freudenberg (604)
- Blankenfelde-Mahlow (27.837)
- Bleyen-Genschmar (438)
- Brieskow-Finkenheerd (2.315)
- Byhleguhre-Byhlen (732)
- Carmzow-Wallmow (608)
- Dallgow-Döberitz (9.931)
- Diensdorf-Radlow (588)
- Dissen-Striesow (975)
- Doberlug-Kirchhain (9.062)
- Flieth-Stegelitz (529)
- Fredersdorf-Vogelsdorf (13.873)
- Gorden-Staupitz (956)
- Gosen-Neu Zittau (3.188)
- Groß Schacksdorf-Simmersdorf (980)
- Grunow-Dammendorf (508)
- Gülitz-Reetz (469)
- Gusow-Platkow (1.290)
- Halenbeck-Rohlsdorf (492)
- Heckelberg-Brunow (682)
- Hohenselchow-Groß Pinnow (765)
- Jämlitz-Klein Düben (461)
- Kasel-Golzig (677)
- Kleßen-Görne (352)
- Krausnick-Groß Wasserburg (590)
- Legde/Quitzöbel (608)
- Lichterfeld-Schacksdorf (984)
- Lunow-Stolzenhagen (1.216)
- Massen-Niederlausitz (1.898)
- Neiße-Malxetal (1.627)
- Petershagen/Eggersdorf (15.184)
- Ragow-Merz (514)
- Reichenow-Möglin (550)
- Rietzneuendorf-Staakow (599)
- Schmogrow-Fehrow (798)
- Schönwalde-Glien (9.575)
- Sieversdorf-Hohenofen (684)
- Stechow-Ferchesar (898)
- Storbeck-Frankendorf (482)
- Stüdenitz-Schönermark (589)
- Temmen-Ringenwalde (515)
- Turnow-Preilack (1.136)
- Uebigau-Wahrenbrück (5.245)
- Zernitz-Lohm (870)

## Hessen
In Hessen existieren sieben Gemeinden mit Doppelnamen, darunter fünf Städte. 1,9 % der hessischen Gemeinden tragen einen Doppelnamen. Die größte dieser Gemeinden ist die Stadt Mörfelden-Walldorf (34.828 Einw.), kleinste Gemeinde mit Doppelnamen ist die Stadt Bad Sooden-Allendorf (8.675 Einwohner). Die längsten Doppelnamen tragen die Städte Bad Soden-Salmünster, Bad Sooden-Allendorf und Ginsheim-Gustavsburg mit jeweils 20 Zeichen. Wald-Michelbach (10.638 Einwohner) ist keine Zusammensetzung, sondern bezieht sich auf die Lage des Ortes im Odenwald; es ist daher nicht Teil der nachfolgenden Liste.
- Alsbach-Hähnlein (9.146)
- Bad Soden-Salmünster (13.370)
- Bad Sooden-Allendorf (8.675)
- Ginsheim-Gustavsburg (16.807)
- Mörfelden-Walldorf (34.828)
- Oestrich-Winkel (11.869)
- Seeheim-Jugenheim (16.411)

## Mecklenburg-Vorpommern
In Mecklenburg-Vorpommern existieren 31 Gemeinden mit Doppelnamen, darunter zwei Städte. 4,269 % der mecklenburg-vorpommerschen Gemeinden tragen einen Doppelnamen. Die größte dieser Gemeinden ist die Stadt Ribnitz-Damgarten (15.167 Einw.), kleinste Gemeinde mit Doppelnamen ist Vogelsang-Warsin (345 Einw.). Den längsten Doppelnamen trägt die Gemeinde Admannshagen-Bargeshagen mit 24 Zeichen.
Eine Besonderheit stellt die Gemeinde Elmenhorst/Lichtenhagen dar, deren Teilnamen durch Schräg- statt durch Bindestrich voneinander getrennt werden.
- Admannshagen-Bargeshagen (2.880)
- Ahrenshagen-Daskow (2.118)
- Bartenshagen-Parkentin (1.345)
- Behren-Lübchin (917)
- Börgerende-Rethwisch (1.673)
- Dalberg-Wendelstorf (526)
- Divitz-Spoldershagen (448)
- Dobbin-Linstow (482)
- Elmenhorst/Lichtenhagen (4.162)
- Gallin-Kuppentin (477)
- Göhren-Lebbin (616)
- Graal-Müritz (4.079)
- Grebs-Niendorf (540)
- Gremersdorf-Buchholz (713)
- Gülzow-Prüzen (1.551)
- Kenz-Küstrow (524)
- Kuhlen-Wendorf (791)
- Lancken-Granitz (435)
- Lüttow-Valluhn (845)
- Millienhagen-Oebelitz (339)
- Neetzow-Liepen (819)
- Neustadt-Glewe (7.009)
- Pätow-Steegen (397)
- Ribnitz-Damgarten (15.167)
- Sassen-Trantow (831)
- Schloen-Dratow (871)
- Siemz-Niendorf (613)
- Sukow-Levitzow (479)
- Testorf-Steinfort (626)
- Vogelsang-Warsin (345)
- Wokuhl-Dabelow (575)

## Niedersachsen
In Niedersachsen existieren zwölf Gemeinden mit Doppelnamen, darunter drei Städte. 1,3 % der niedersächsischen Gemeinden tragen einen Doppelnamen. Die größte dieser Gemeinden ist die Stadt Osterholz-Scharmbeck (30.300 Einw.), kleinste Gemeinde mit Doppelnamen ist Ehra-Lessien (1.923 Einw.). Den längsten Doppelnamen trägt die Gemeinde Remlingen-Semmenstedt mit 21 Zeichen.
- Bruchhausen-Vilsen (9.070)
- Clausthal-Zellerfeld (15.888)
- Ehra-Lessien (1.923)
- Hollern-Twielenfleth (3.373)
- Katlenburg-Lindau (7.005)
- Neuenkirchen-Vörden (8.621)
- Nörten-Hardenberg (8.304)
- Osterholz-Scharmbeck (30.300)
- Rehburg-Loccum (10.110)
- Remlingen-Semmenstedt (2.409)
- Schladen-Werla (8.752)
- Upgant-Schott (3.848)

## Nordrhein-Westfalen
In Nordrhein-Westfalen existieren 13 Gemeinden mit Doppelnamen, darunter neun Städte. 3,3 % der nordrhein-westfälischen Gemeinden tragen einen Doppelnamen. Die größte davon ist die Stadt Castrop-Rauxel (73.425 Einw.), kleinste Gemeinde mit Doppelname ist Nachrodt-Wiblingwerde (6.573 Einw.). Den längsten Doppelnamen trägt die Gemeinde Schloß Holte-Stukenbrock mit 24 Zeichen.
- Bedburg-Hau (12.933)
- Castrop-Rauxel (73.425)
- Herzebrock-Clarholz (15.847)
- Horn-Bad Meinberg (17.178)
- Kamp-Lintfort (37.391)
- Nachrodt-Wiblingwerde (6.573)
- Neukirchen-Vluyn (26.982)
- Neunkirchen-Seelscheid (19.659)
- Oer-Erkenschwick (31.442)
- Rheda-Wiedenbrück (48.505)
- Schieder-Schwalenberg (8.475)
- Schloß Holte-Stukenbrock (26.776)
- Übach-Palenberg (24.081)

## Rheinland-Pfalz
In Rheinland-Pfalz existieren 96 Gemeinden mit Doppelnamen, darunter neun Städte. 4,2 % der rheinland-pfälzischen Gemeinden tragen einen Doppelnamen. Die größte dieser Gemeinden ist die Stadt Idar-Oberstein (28.323 Einw.), die kleinste Gemeinde mit Doppelnamen ist Waldhof-Falkenstein (21 Einw.). Die längsten Doppelnamen tragen die Gemeinden Gleiszellen-Gleishorbach, Herschweiler-Pettersheim, Obernheim-Kirchenarnbach und Thaleischweiler-Fröschen mit je 24 Zeichen.
Nicht ganz eindeutig ist die Situation bei den Gemeinden Gau-Algesheim, Gau-Bickelheim, Gau-Bischofsheim, Gau-Heppenheim, Gau-Odernheim und Gau-Weinheim. In keiner dieser Gemeinden befindet sich ein Ortsteil mit dem Namen Gau, wodurch jeweils der Status als Doppelname angezweifelt werden kann. Da es sich jedoch ebenfalls nicht eindeutig um keinen Doppelnamen handelt (wie z. B. bei Neu-Ulm der Fall), sind die Gemeinden hier ebenfalls aufgeführt. Äquivalent verhält es sich mit den Gemeinden Stein-Bockenheim, Stein-Neukirch und Stein-Wingert.
- Bad Neuenahr-Ahrweiler (28.251)
- Bayerfeld-Steckweiler (412)
- Bernkastel-Kues (7.134)
- Billigheim-Ingenheim (3.811)
- Birken-Honigsessen (2.507)
- Bobenheim-Roxheim (10.154)
- Böhl-Iggelheim (10.278)
- Brohl-Lützing (2.487)
- Bruchmühlbach-Miesau (7.793)
- Bruchweiler-Bärenbach (1.549)
- Bruttig-Fankel (1.084)
- Dannstadt-Schauernheim (7.463)
- Dennweiler-Frohnbach (275)
- Dittelsheim-Heßloch (2.129)
- Dohm-Lammersdorf (181)
- Dorn-Dürkheim (999)
- Dreis-Brück (813)
- Ediger-Eller (971)
- Ellenz-Poltersdorf (845)
- Enkenbach-Alsenborn (7.086)
- Erbes-Büdesheim (1.409)
- Fehl-Ritzhausen (782)
- Finkenbach-Gersweiler (283)
- Fischbach-Oberraden (65)
- Flörsheim-Dalsheim (3.040)
- Fohren-Linden (348)
- Gau-Algesheim (6.827)
- Gau-Bickelheim (2.089)
- Gau-Bischofsheim (2.139)
- Gau-Heppenheim (505)
- Gau-Odernheim (3.854)
- Gau-Weinheim (602)
- Glan-Münchweiler (1.256)
- Gleiszellen-Gleishorbach (814)
- Gossersweiler-Stein (1.380)
- Hangen-Weisheim (437)
- Hellenhahn-Schellenberg (1.220)
- Herschweiler-Pettersheim (1.297)
- Heuchelheim-Klingen (799)
- Hinzert-Pölert (288)
- Hirz-Maulsbach (303)
- Hochdorf-Assenheim (3.174)
- Hochstetten-Dhaun (1.717)
- Hohenfels-Essingen (291)
- Höhr-Grenzhausen (9.260)
- Hoppstädten-Weiersbach (3.609)
- Idar-Oberstein (28.323)
- Kalenborn-Scheuern (379)
- Kamp-Bornhofen (1.559)
- Kapellen-Drusweiler (936)
- Kasbach-Ohlenberg (1.381)
- Kastel-Staadt (437)
- Knopp-Labach (418)
- Kobern-Gondorf (3.119)
- Kottweiler-Schwanden (1.231)
- Kreimbach-Kaulbach (774)
- Mannweiler-Cölln (378)
- Maring-Noviand (1.482)
- Mülheim-Kärlich (11.177)
- Münster-Sarmsheim (2.957)
- Neumagen-Dhron (2.256)
- Nister-Möhrendorf (297)
- Oberehe-Strohdeich (289)
- Oberhonnefeld-Gierend (1.054)
- Obernheim-Kirchenarnbach (1.648)
- Oberweiler-Tiefenbach (272)
- Offenbach-Hundheim (1.065)
- Osann-Monzel (1.661)
- Peterswald-Löffelscheid (751)
- Pfaffen-Schwabenheim (1.329)
- Pleisweiler-Oberhofen (848)
- Ramstein-Miesenbach (7.876)
- Ransbach-Baumbach (7.715)
- Reichenbach-Steegen (1.371)
- Rieschweiler-Mühlbach (2.068)
- Rödersheim-Gronau (2.906)
- Rötsweiler-Nockenthal (478)
- Ruppach-Goldhausen (1.253)
- Schönenberg-Kübelberg (5.600)
- Schweigen-Rechtenbach (1.380)
- Sonnenberg-Winnenberg (428)
- Stadecken-Elsheim (4.874)
- Stein-Bockenheim (671)
- Stein-Neukirch (425)
- Stein-Wingert (220)
- Stockhausen-Illfurth (436)
- Stockum-Püschen (624)
- Taben-Rodt (796)
- Thaleischweiler-Fröschen (3.256)
- Traben-Trarbach (5.567)
- Treis-Karden (2.196)
- Waldfischbach-Burgalben (4.683)
- Waldhof-Falkenstein (21)
- Wartenberg-Rohrbach (441)
- Wilzenberg-Hußweiler (279)
- Zeltingen-Rachtig (2.236)

## Saarland
Im Saarland existieren zwei Gemeinden mit Doppelnamen, darunter keine Stadt. 4 % der saarländischen Gemeinden tragen einen Doppelnamen. Den längsten Doppelnamen trägt die Gemeinde Rehlingen-Siersburg mit 19 Zeichen.
- Rehlingen-Siersburg (14.469)
- Spiesen-Elversberg (12.850)

## Sachsen
In Sachsen existieren 33 Gemeinden mit Doppelnamen, darunter 15 Städte. 7,9 % der sächsischen Gemeinden tragen einen Doppelnamen. Die größte dieser Gemeinden ist die Stadt Limbach-Oberfrohna (24.029 Einw.), kleinste Gemeinde mit Doppelnamen ist Kreba-Neudorf (866 Einw.). Den längsten Doppelnamen trägt die Gemeinde Schönau-Berzdorf a. d. Eigen mit 28 Zeichen.
- Annaberg-Buchholz (19.769)
- Aue-Bad Schlema (20.519)
- Bad Gottleuba-Berggießhübel (5.633)
- Belgern-Schildau (7.701)
- Bertsdorf-Hörnitz (2.113)
- Bobritzsch-Hilbersdorf (5.737)
- Brand-Erbisdorf (9.452)
- Demitz-Thumitz (2.663)
- Diera-Zehren (3.253)
- Doberschau-Gaußig (4.178)
- Dürrröhrsdorf-Dittersbach (4.184)
- Ebersbach-Neugersdorf (11.994)
- Grünhain-Beierfeld (5.898)
- Hartmannsdorf-Reichenau (1.018)
- Hohenstein-Ernstthal (14.607)
- Königshain-Wiederau (2.609)
- Kreba-Neudorf (866)
- Lauter-Bernsbach (8.678)
- Limbach-Oberfrohna (24.029)
- Neusalza-Spremberg (3.337)
- Ottendorf-Okrilla (9.948)
- Panschwitz-Kuckau (2.096)
- Pausa-Mühltroff (4.945)
- Pockau-Lengefeld (7.634)
- Ralbitz-Rosenthal (1.688)
- Raschau-Markersbach (5.054)
- Rechenberg-Bienenmühle (1.860)
- Reinhardtsdorf-Schöna (1.338)
- Rosenthal-Bielatal (1.592)
- Schirgiswalde-Kirschau (6.227)
- Schmölln-Putzkau (2.993)
- Schönau-Berzdorf a. d. Eigen (1.484)
- Wilkau-Haßlau (9.784)

## Sachsen-Anhalt
In Sachsen-Anhalt existieren 18 Gemeinden mit Doppelnamen, darunter neun Städte. 8,3 % der Gemeinden in Sachsen-Anhalt tragen einen Doppelnamen. Die größte dieser Gemeinden ist die Stadt Dessau-Roßlau (82.111 Einw.), kleinste Gemeinde mit Doppelnamen ist Nemsdorf-Göhrendorf (841 Einw.). Den längsten Doppelnamen trägt die Stadt Oebisfelde-Weferlingen mit 22 Zeichen.
- Apenburg-Winterfeld (1.703)
- Bitterfeld-Wolfen (39.103)
- Börde-Hakel (3.035)
- Brücken-Hackpfüffel (976)
- Dessau-Roßlau (82.111)
- Elbe-Parey (6.630)
- Hohenberg-Krusemark (1.226)
- Loitsche-Heinrichsberg (977)
- Nemsdorf-Göhrendorf (841)
- Oebisfelde-Weferlingen (13.795)
- Oranienbaum-Wörlitz (8.384)
- Raguhn-Jeßnitz (9.083)
- Sandersdorf-Brehna (14.468)
- Selke-Aue (1.416)
- Wanzleben-Börde (14.038)
- Wettin-Löbejün (9.832)
- Wust-Fischbeck (1.285)
- Zahna-Elster (9.248)

## Schleswig-Holstein
In Schleswig-Holstein existieren 34 Gemeinden mit Doppelnamen, darunter keine Stadt. 3,1 % der schleswig-holsteinischen Gemeinden tragen einen Doppelnamen. Die größte dieser Gemeinden ist Henstedt-Ulzburg (28.070 Einw.), kleinste Gemeinde mit Doppelnamen ist Hellschen-Heringsand-Unterschaar (168 Einw.). Hellschen-Heringsand-Unterschaar besitzt mit 32 Zeichen zudem den längsten Gemeindenamen Deutschlands.
Eine Besonderheit stellen erneut die Gemeinde Hellschen-Heringsand-Unterschaar sowie Rehm-Flehde-Bargen dar. Als einzige Gemeinden in Deutschland besitzen sie einen Tripelnamen.
- Ahlefeld-Bistensee (475)
- Bargfeld-Stegen (2.988)
- Bokholt-Hanredder (1.237)
- Borgdorf-Seedorf (447)
- Borstel-Hohenraden (2.506)
- Brande-Hörnerkirchen (1.636)
- Brodersby-Goltoft (685)
- Diekhusen-Fahrstedt (704)
- Elsdorf-Westermühlen (1.602)
- Emmelsbüll-Horsbüll (867)
- Enge-Sande (1.123)
- Fargau-Pratjau (837)
- Föhrden-Barl (298)
- Groß Offenseth-Aspern (422)
- Hanerau-Hademarschen (2.965)
- Hellschen-Heringsand-Unterschaar (168)
- Henstedt-Ulzburg (28.070)
- Klein Offenseth-Sparrieshoop (3.065)
- Kölln-Reisiek (3.316)
- Kröppelshagen-Fahrendorf (1.287)
- Lohe-Föhrden (469)
- Lohe-Rickelshof (2.094)
- Neudorf-Bornstein (1.072)
- Neuendorf-Sachsenbande (443)
- Rabenkirchen-Faulück (632)
- Rehm-Flehde-Bargen (508)
- Risum-Lindholm (3.798)
- Sankt Peter-Ording (3.992)
- Schacht-Audorf (4.786)
- Schnarup-Thumby (549)
- Seeth-Ekholt (859)
- Stelle-Wittenwurth (426)
- Tensbüttel-Röst (666)
- Wenningstedt-Braderup (Sylt) (1.590)

## Thüringen
In Thüringen existieren 31 Gemeinden mit Doppelnamen, darunter zehn Städte. 4,7 % der thüringischen Gemeinden tragen einen Doppelnamen. Die größte dieser Gemeinden ist die Stadt Leinefelde-Worbis (20.218 Einw.), kleinste Gemeinde mit Doppelnamen ist Asbach-Sickenberg (97 Einw.). Den längsten Doppelnamen trägt die Gemeinde Mohlsdorf-Teichwolframsdorf mit 27 Zeichen.
- Asbach-Sickenberg (97)
- Auma-Weidatal (3.557)
- Barchfeld-Immelborn (4.706)
- Bodenrode-Westhausen (1.111)
- Bösleben-Wüllersleben (643)
- Brotterode-Trusetal (6.090)
- Dietzenrode-Vatterode (129)
- Dornburg-Camburg (5.394)
- Floh-Seligenthal (5.943)
- Harth-Pöllnitz (2.888)
- Hörselberg-Hainich (6.147)
- Ilmtal-Weinstraße (6.432)
- Langenleuba-Niederhain (1.756)
- Leinefelde-Worbis (20.218)
- Lippersdorf-Erdmannsdorf (442)
- Mohlsdorf-Teichwolframsdorf (4.847)
- Mönchpfiffel-Nikolausrieth (310)
- Nesse-Apfelstädt (5.951)
- Obermaßfeld-Grimmenthal (1.238)
- Osthausen-Wülfershausen (518)
- Roßleben-Wiehe (7.708)
- Ruttersdorf-Lotschen (320)
- Saalburg-Ebersdorf (3.442)
- Steinbach-Hallenberg (9.733)
- Tambach-Dietharz (4.228)
- Trockenborn-Wolfersdorf (606)
- Uhlstädt-Kirchhasel (5.865)
- Unstrut-Hainich (5.190)
- Wutha-Farnroda (6.369)
- Zella-Mehlis (12.865)
- Zeulenroda-Triebes (16.594)